# Oecophylla undet
Oecophylla undet é uma espécie de formiga do gênero Oecophylla, pertencente à subfamília Formicinae.